# Combat d'Antivari
Première guerre mondiale
Le combat d’Antivari (aujourd’hui Bar) est la première bataille navale de la Première Guerre mondiale (1914-1918) livrée au large des côtes du royaume du Monténégro en mer Adriatique entre la Marine nationale française et la Royal Navy contre la marine impériale autrichienne.

## Contexte

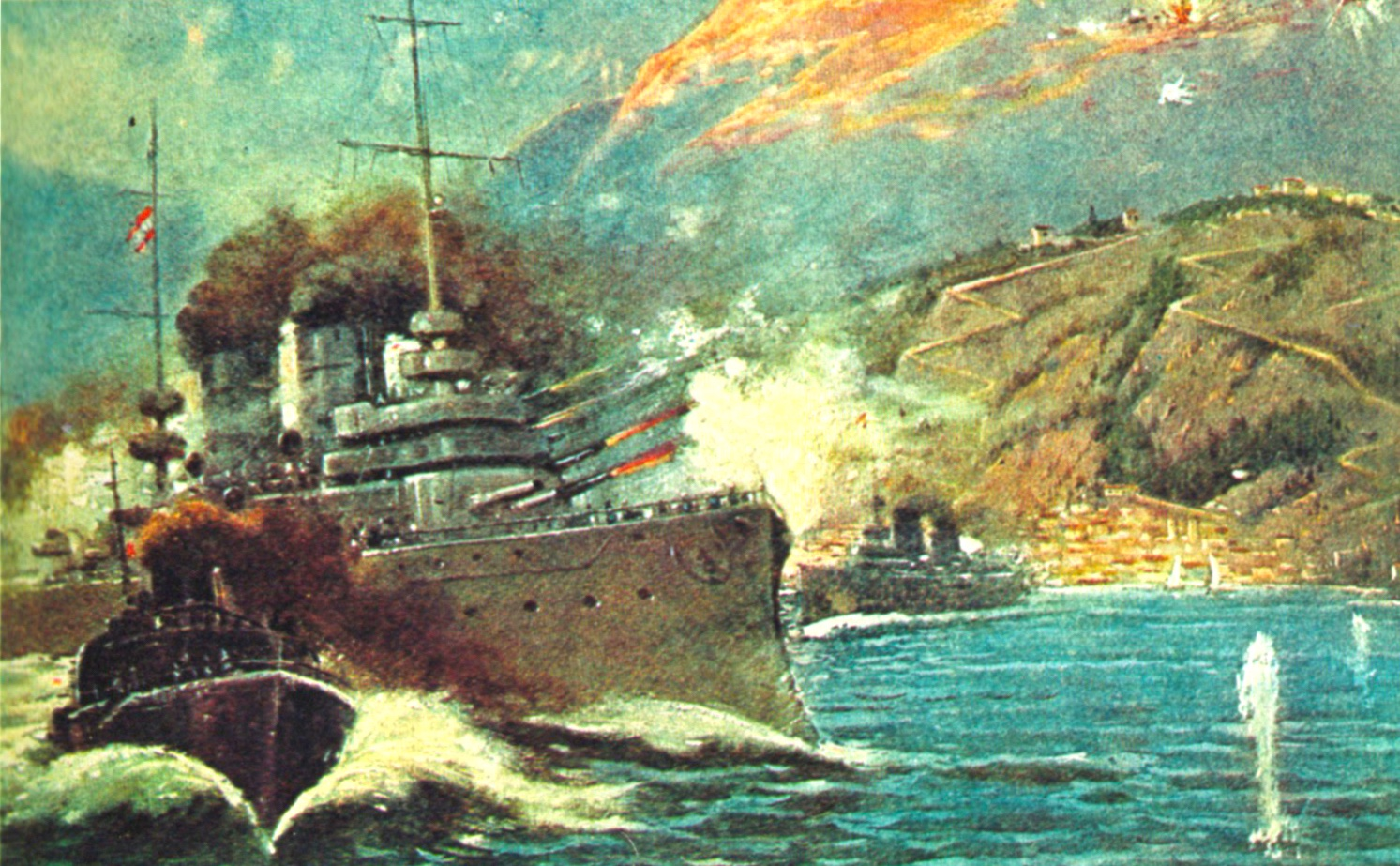
Le 10 octobre 1914, la marine austro-hongroise canonne les positions monténégrines en hauteur, qui répliquent.

Dès le début du conflit, les Austro-Hongrois soumettent la côte monténégrine à un blocus et bombardent ses ports. Ils sont libres de leurs actions puisque ni la Serbie, ni le Monténégro ne disposent d'une marine militaire. Le 13 août 1914, la France déclare la guerre à l’Autriche-Hongrie renversant le rapport de force dans l’Adriatique. À ce moment l'Italie est encore neutre.
L’amiral Auguste Boué de Lapeyrère, qui commande l’Armée navale, veut profiter de son avantage numérique : il cherche à affronter la marine austro-hongroise dans une bataille décisive. Une armada française de 15 cuirassés de ligne, 6 grands croiseurs accompagnés d’une trentaine de bâtiments légers ainsi que la division britannique de l’amiral Ernest Troubridge entrent dans l’Adriatique. La marine autrichienne ne peut espérer l’emporter : elle lève le blocus et s’empresse de se réfugier dans ses bases trop bien défendues pour redouter une attaque.
Toutefois, le matin du 16 août 1914, le croiseur léger Zenta commandé par Paul Pachner (en) (2 300 tonnes, 8 canons de 120 et 8 canons de 47) est surpris alors qu’il bombardait Antivari au Monténégro, accompagné du destroyer Ulan et de deux torpilleurs.

## Déroulement
La flotte française totalisant 64 pièces de 305 mm ne laisse pas passer cette occasion et le combat s’engage à 8 h 50. Le Zenta, touché à plusieurs reprises par, entre autres, des salves du cuirassé Courbet, sombre à 9 h 35. Les trois autres navires autrichiens parviennent à fuir. Parmi les 324 hommes du Zenta, 150 survivent soit 46 % de l'équipage (dont Paul Pachner) qui parviennent à gagner la côte sur les canots de sauvetage et sont internés par le royaume du Monténégro jusqu’à la reddition de celui-ci le 15 janvier 1916.
Raymond Poincaré relate : « À 23 heures 30, on me remet un télégramme expédié de Malte à 21 heures 50 et signé de l'amiral Boué de Lapeyrère : J'ai surpris ce matin devant Antivari, en venant à la fois par nord-ouest et sud, un croiseur type Zenta et un torpilleur qui tenaient blocus. Croiseur coulé. Torpilleur paraît avoir réussi à s'enfuir. Vais reprendre poste observation entrée mer Adriatique en ravitaillant sur place les bâtiments" ».

### Ordre de bataille

#### Marine française
- Courbet, cuirassé dreadnought ;
- Jean Bart, cuirassé dreadnought ;

- 1re escadre
  - Voltaire, cuirassé pré-dreadnought ;
  - Vergniaud, cuirassé pré-dreadnought ;
  - Diderot, cuirassé pré-dreadnought ;
  - Danton, cuirassé pré-dreadnought ;
  - Condorcet, cuirassé pré-dreadnought ;

- Vérité, cuirassé pré-dreadnought ;
- Justice, cuirassé pré-dreadnought ;
- Démocratie, cuirassé pré-dreadnought ;
- Patrie, cuirassé pré-dreadnought ;
- République, cuirassé pré-dreadnought ;
- Victor Hugo croiseur cuirassé
- Jules Ferry, croiseur cuirassé
- Jurien de la Gravière, croiseur protégé
- 5 escadres de destroyers

#### Royal Navy
- HMS Warrior, croiseur cuirassé
- HMS Defence croiseur cuirassé
- 3 divisions de destroyers

#### Marine austro-hongroise
- Zenta, croiseur léger
- Ulan, destroyer

## Conséquences
C’est l’unique succès de cette expédition. La bataille voulue par les Français n’a pas lieu, faute de combattants.
La situation de la marine austro-hongroise allait encore s’aggraver avec l’entrée en guerre de l’Italie en 1915. La grande qualité de ses marins et l’agressivité de ses officiers, lui permettront cependant de tenir brillamment tête aux alliés et de leur infliger des pertes importantes, sans que ceux-ci ne soient en mesure de remporter sur elle un avantage véritablement décisif.